# DeLorean Motor Company
Pour les articles homonymes, voir DMC.
Ne doit pas être confondu avec GMC.
 (juin 2023).
Si vous disposez d'ouvrages ou d'articles de référence ou si vous connaissez des sites web de qualité traitant du thème abordé ici, merci de compléter l'article en donnant les références utiles à sa vérifiabilité et en les liant à la section « Notes et références ».
DeLorean Motor Company (DMC) est un constructeur automobile américain. Fondée par John DeLorean en 1975, la compagnie est surtout connue pour avoir fabriqué le modèle DMC-12 (d'ailleurs souvent appelé simplement « DeLorean »), une voiture de sport en acier inoxydable et à portes papillon.
La compagnie est connue pour son existence courte et mouvementée dans le monde de l'automobile. En effet, DeLorean fait faillite en 1982. Son fondateur est alors accusé de trafic de drogue pour renflouer son entreprise. Cependant, il est acquitté, la justice considérant que John DeLorean a été piégé par le FBI.
La DMC-12 connaît une gloire mondiale posthume lorsqu'elle sert de base à une machine à voyager dans le temps dans la trilogie cinématographique Retour vers le futur (1985-1990). À l'époque, cette voiture est vue comme un stéréotype de futurisme rapidement démodé[réf. nécessaire].
La production de la DMC-12 est relancée en 2017, à 300 exemplaires produits par DMC qui, auparavant, ne faisait que réparer les modèles existants.

## Historique

### Débuts
La compagnie DMC est fondée le 24 octobre 1975 à Détroit dans le Michigan par l'homme d'affaires John DeLorean, qui décide de réaliser le véhicule de ses rêves. Il était devenu le vice-président de General Motors en 1972 et avait démissionné le 2 avril 1973, à l'âge de 48 ans. C'était un ingénieur et un homme d'affaires d'avant-garde.
L'investissement initial vient essentiellement de prêts de la Bank of America, grâce à des partenariats, ainsi que de diverses sources privées. Des contrats sont également passés avec les revendeurs qui devenaient actionnaires de la compagnie s'ils acceptaient de proposer la voiture à la vente.
John DeLorean cherche à travers le monde des pays dans lesquels il pourrait être aidé financièrement pour construire ses usines. Il a ainsi pensé à l'Irlande, mais Des O'Malley, alors ministre de l'Industrie et du commerce s'est déclaré contre le soutien de ce projet. DeLorean allait donc s'établir à Porto Rico lorsque la NIDA (Agence pour le développement de l'Irlande du Nord) lui fait une proposition pour qu'il établisse son usine en Irlande du Nord et puisse ainsi créer des emplois dans cette région qui en avait alors grand besoin. L'usine est donc installée à Dunmurry, dans la banlieue de Belfast, avec plus d'une centaine de millions de dollars de subventions de l'État.

### Usine
La construction de l'usine commence en Irlande en octobre 1978 et les six bâtiments, d'une superficie totale de 61 000 m2, sont terminés en seize mois. L'usine est située à la frontière entre deux communautés d'obédiences différentes, d'un côté catholiques, de l'autre protestants. Pour des raisons pratiques, l'usine a donc deux entrées différentes de chaque côté.

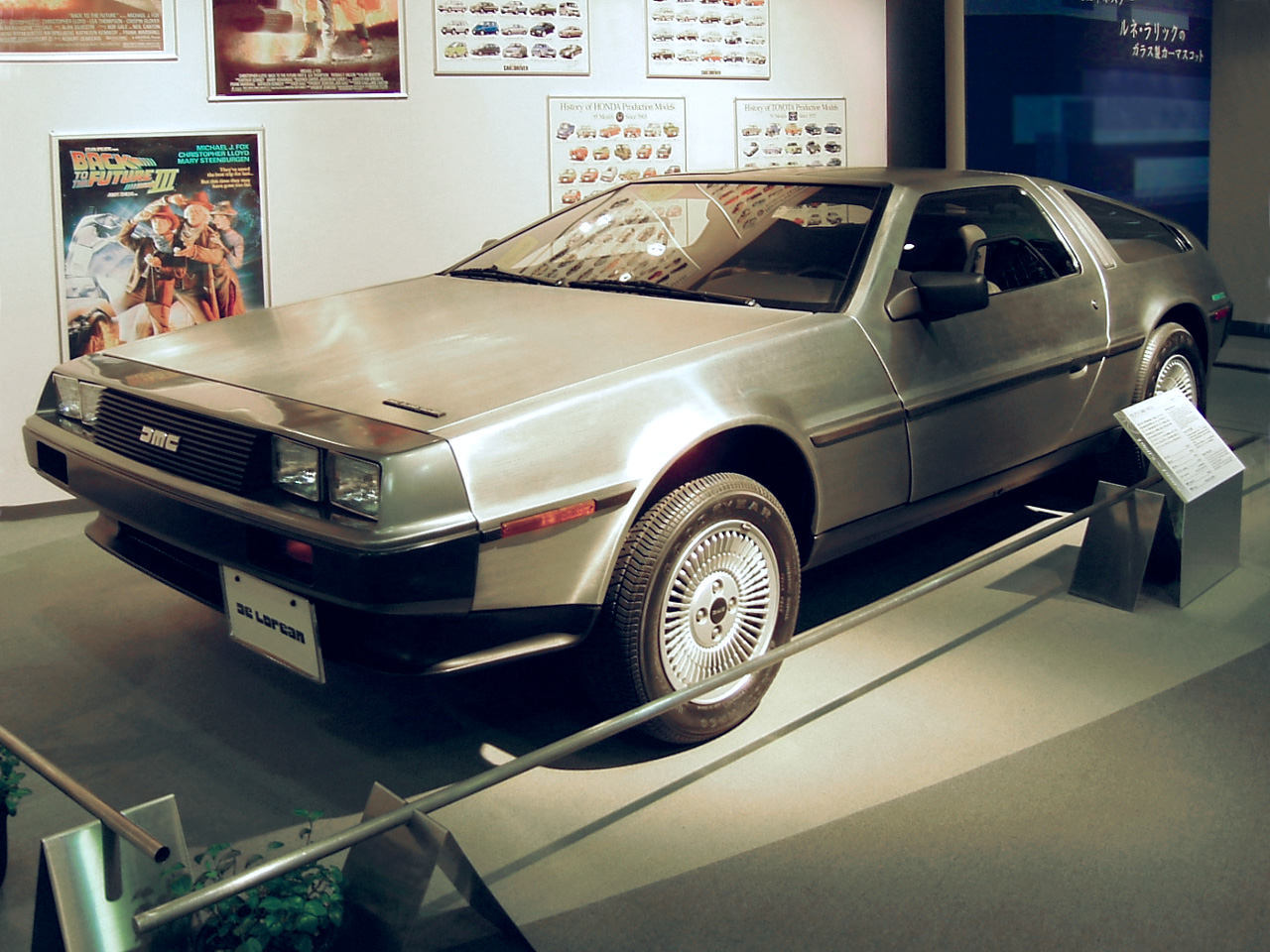
Vue avant de la DMC-12.

L'entrée en production de la DMC-12 est prévue en 1979, mais les délais de mise au point sont largement dépassés. Les premiers véhicules ne sortent des chaînes de fabrication qu'au début 1981. Les ouvriers sont dans leur grande majorité inexpérimentés, pour une bonne part d'entre eux, il s'agit de leur premier emploi. Il est possible que cela ait été un facteur dans les problèmes de qualité qui ont touché les premiers modèles (panneaux de carrosserie mal ajustés, jeu dans les portes, etc.). Des efforts sont faits pour améliorer la qualité, avec notamment l'établissement de Quality Assurance Centers dans les régions de vente afin de documenter les problèmes et de les résoudre. Ainsi, si les premières DMC-12 sont vendues sans garanties, la compagnie offre une garantie de cinq ans ou 50 000 miles sur ses véhicules à partir de 1982.

### Fin de l'entreprise
Dès la fin de l'année 1981, la demande plus faible que prévu, et les coûts plus élevés qu'escompté sont fatals pour les comptes de DMC. Le seuil de rentabilité était estimé aux alentours de 10 000 à 12 000 véhicules vendus par an, mais les ventes annuelles sont restées plafonnées à 6 000 unités.
En réponse à la chute des revenus de l'entreprise, un plan de restructuration est lancé. Une holding, la DeLorean Motors Holding Company serait formée, regroupant la DeLorean Motor Company et ses filiales DeLorean Motor Cars Limited (constructeur), DeLorean Motor Cars of America (le distributeur américain) et DeLorean Research Partnership (recherche et développement). En janvier 1982, au vu des interrogations sur la viabilité d'une telle entreprise, la compagnie doit annuler l'émission d'actions qui auraient dû lui rapporter 27 millions de dollars.
John DeLorean tente alors de convaincre le gouvernement britannique de lui accorder une aide, mais celle-ci lui est refusée tant qu'il ne trouverait pas d'appuis auprès d'autres investisseurs. En 1982, John DeLorean devient la cible du FBI et de la DEA américaine dans une affaire de trafic de drogues. Arrêté en octobre 1982, il est accusé d'avoir tenté de faire entrer en contrebande un volume équivalent à 24 millions de dollars de cocaïne. La preuve en est une cassette vidéo montrant DeLorean discutant de cette marchandise avec des agents du FBI sous couverture. Le détective privé Anthony Pellicano démontre avec succès que son client John DeLorean a été contraint à participer à l'affaire par les agents qui l'ont approché initialement en tant qu'investisseurs potentiels. Il est acquitté, mais sa réputation est ternie à jamais. Après le verdict, il déclare : « M'achèteriez-vous une voiture d'occasion à présent ? ».
Finalement, jamais les fonds nécessaires à la remise à flot de l'entreprise ne seront rassemblés. La compagnie fait faillite en 1982, faisant disparaître 2 500 emplois et près de 100 millions de dollars d'investissements. Le gouvernement britannique essayera de faire revivre certaines parties de l'usine, sans grand succès. DeLorean se retire en Nouvelle-Angleterre, affirmant que son entreprise a fermé ses portes pour des raisons politiques. Il décéde le 19 mars 2005 à Summit, New Jersey.
Il semble qu'environ 9 200 DMC-12 aient été produites entre 1981 et 1982 (les estimations varient)[réf. nécessaire]. Certains modèles datent de 1983 : fabriqués à la fin 1982, ils ont été assemblés par l'entreprise Consolidated International, qui a racheté le stock restant lors de la banqueroute.

### De nos jours
Une grande partie des 9 200 DeLorean produites sont encore sur les routes (les estimations parlent de 6 000 véhicules restants). Autour de la DMC-12 s'est formée une communauté très active de passionnés et de clubs de propriétaires. Un bon nombre de sociétés ont été créées après la faillite de la DeLorean Motor Company afin de fournir les pièces et assurer l'entretien : la plupart existent encore. En particulier, la DeLorean Motor Company (Texas) (en) (sans lien avec la société d'origine) possède le stock original des pièces restantes de l'usine, des stocks américains et des revendeurs.
De nombreuses améliorations ont été proposées depuis la fin de la production pour corriger certains défauts de la voiture et en améliorer les performances. La DMC-12 étant généralement considérée comme sous-motorisée, toute une panoplie de modifications a été envisagée pour améliorer ou même remplacer son moteur.

#### Projet

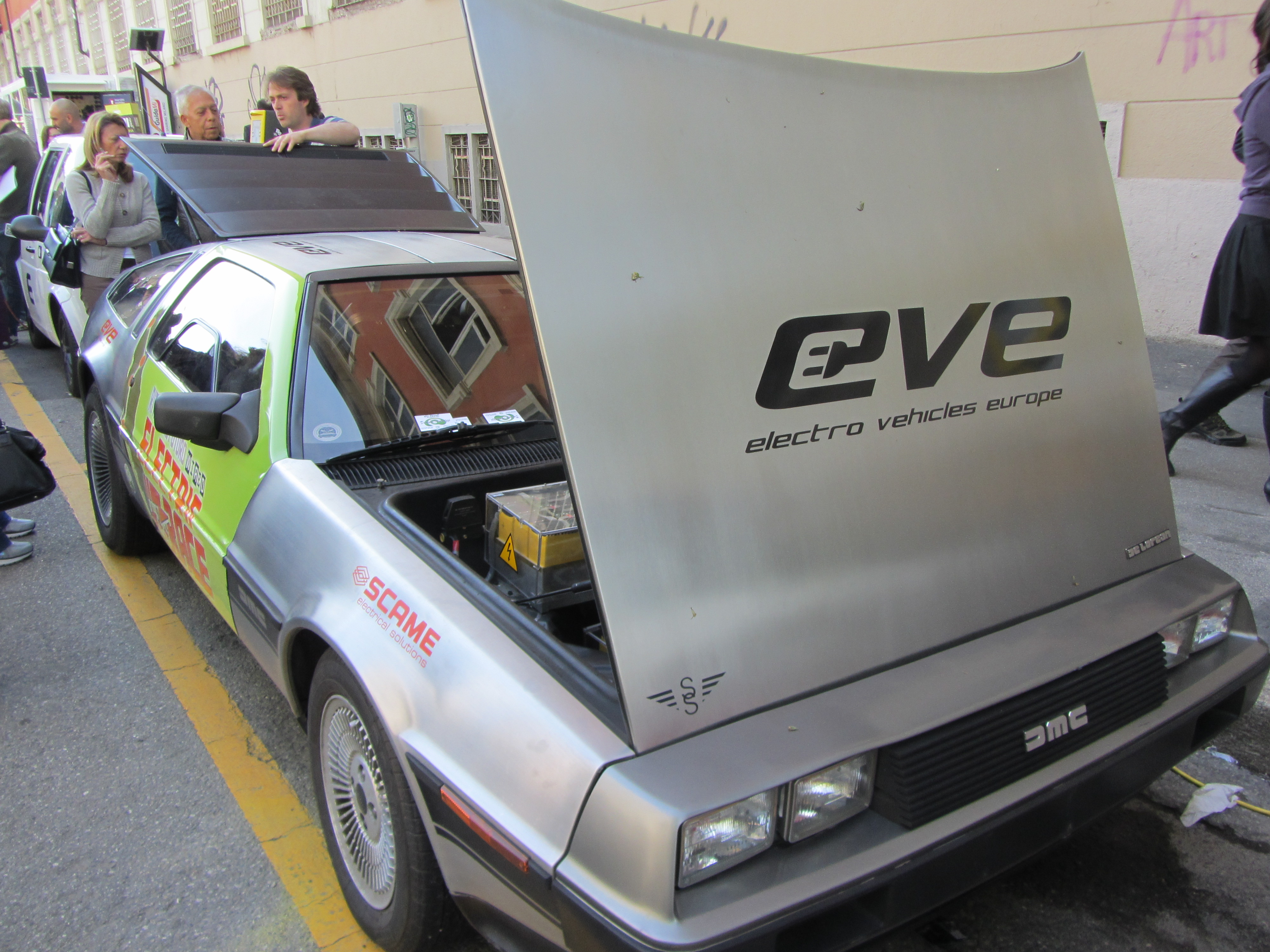
Modèle électrique DMCev à Milan (2012).

Lors de l'International DeLorean Owners Event de 2011 qui a eu lieu à Houston au Texas, l'entreprise a annoncé vouloir relancer la production de la mythique DMC-12. Nommée DMC-EV (« EV » pour « Electrical Vehicle »), ce nouveau modèle reprendra 80 % des pièces détachées d'origine et 20 % de nouvelles pièces, essentiellement pour la motorisation qui sera électrique et alimentée par une batterie Lithium-Ion de 24 à 30 kWh.

#### Renaissance de la marque
En 2016, la DeLorean Motor Company annonce que, grâce à un assouplissement de la législation américaine sur les véhicules anciens de petite série, la production de la DMC-12 sera relancée en 2017, avec 300 exemplaires produits par DMC qui, jusque-là, ne faisait que réparer les modèles existants. Les plans seront par contre modifiés : par exemple, le moteur ne serait plus un PRV V6 (utilisé par Peugeot, Renault et Volvo) dans un souci de produire une faible émission de CO2, avec un prix annoncé de plus de 80 000 dollars l'unité,.

## Production

### Modèle commercialisé

#### DMC-12

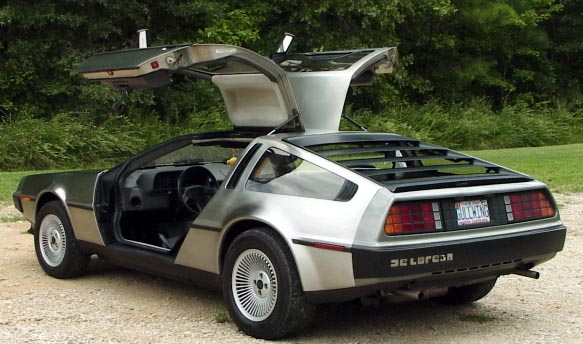
Vue arrière de la DMC-12.

Malgré les longues listes d'attente d'acheteurs, l'accueil de la DMC-12 est mitigé. Le prix de 25 000 dollars est assez élevé pour le marché, et de nombreux acheteurs considèrent la DMC-12 comme sous-motorisée et peu pratique. La carrosserie en acier inoxydable est une idée intéressante, mais en pratique, sa surface garde les traces de doigts si elle n'est pas nettoyée avec un produit spécial et elle est difficile à peindre, y compris en sortie d'usine : ainsi, toutes les DMC-12 sortent avec la même teinte argentée. Quelques revendeurs peignent cependant leurs véhicules pour les rendre un peu plus originaux. De son côté, la société essaye de concevoir quelques teintes de peinture translucide pour permettre plusieurs couleurs tout en conservant la teinte brillante de l'acier, mais aucune DMC-12 ne sera vendue avec cette peinture. La voiture est fournie avec une transmission automatique à trois rapports ou une boîte manuelle cinq rapports. Un intérieur gris est proposé en 1981 pour changer de l'intérieur noir classique, ainsi qu'une gamme d'accessoires pour personnaliser sa DMC-12.
Une nouvelle version avait été annoncée en janvier 2016 qu'elle serait produite dès 2017 pour un prix d'environ 100 000 dollars.

### Concepts

#### DMC-24 Sedan
Ce véhicule, inspiré de la DMC-12, aurait été une version berline 4 places conservant la forme et les portes papillon, normalement lancée en 1983. Plusieurs modèles ont été dessinés et parmi les concepts proposés, une version « futuriste » avait deux grandes portes étirées pour permettre aux passagers de s'installer à arrière et les sièges arrière était inversés à la route. Cette version aurait eu deux moteurs Flat de quatre cylindres, l'un à l'avant et l'autre à l'arrière.
Une autre conception avait été une voiture beaucoup plus traditionnelle avec les bagages et le réservoir de carburant placés à l'avant ; le moteur serait positionné à mi-pont ou à l'arrière de la voiture. John DeLorean, ainsi que les ingénieurs de l'entreprise, prévoyaient d'utiliser un moteur turbocompressé qu'ils développaient déjà pour de meilleures performances. Cette version à quatre portes a été produite sous forme de maquette roulante par Italdesign sur la base du concept-car Lancia Medusa (qui était la voiture la plus aérodynamique à l'époque), créé en 1980 par Giorgetto Giugiaro. Selon une rumeur, DMC n'aurait pas pu payer la facture à ItalDesign, à la suite de la faillite de l'entreprise et ItalDesign modifia la maquette pour devenir la Lamborghini Marco Polo,,.

#### DMC-44
Ce prototype aurait été un véhicule utilitaire à châssis tubulaire en acier avec un moteur central. L'entreprise avait produit une vidéo promotionnelle pour attirer les investisseurs vers le projet. Il y aurait eu deux versions : l'un aurait été un tout-terrain et l'autre pour la route,.

#### DMC-80
Le DMC-80 était un projet de véhicule de transport en commun (autobus) proposé à l'automne 1981, mais n'aboutira jamais.

## «DeLorean», «Delorean» ou «De Lorean»?

Logo de DeLorean.

« DeLorean » est la plupart du temps écrit sans espace. Les documents de la société écrits à la machine utilisent une espace. Dans les documents composés par l'entreprise, une demi-espace est le plus souvent utilisée entre les deux parties du nom, il en va de même pour les représentations stylisées, par exemple sur les voitures elles-mêmes. Le nom officiel est néanmoins DeLorean Motor Company, comme on peut le voir sur certains documents, comme les brevets ou les cartes de visite professionnelles,.
Le nom du fondateur de la compagnie s'écrivait à l'origine « Delorean ». À un certain moment dans sa vie[Quand ?] il a commencé à utiliser exclusivement la forme plus européenne[En quoi ?] « De Lorean ». Pendant la période de fonctionnement de la société, il a utilisé exclusivement la version avec espace lorsqu'il écrivait son nom dans un cadre professionnel. La forme « DeLorean » est celle toujours utilisée par la presse,.

## La DeLorean deRetour vers le futur

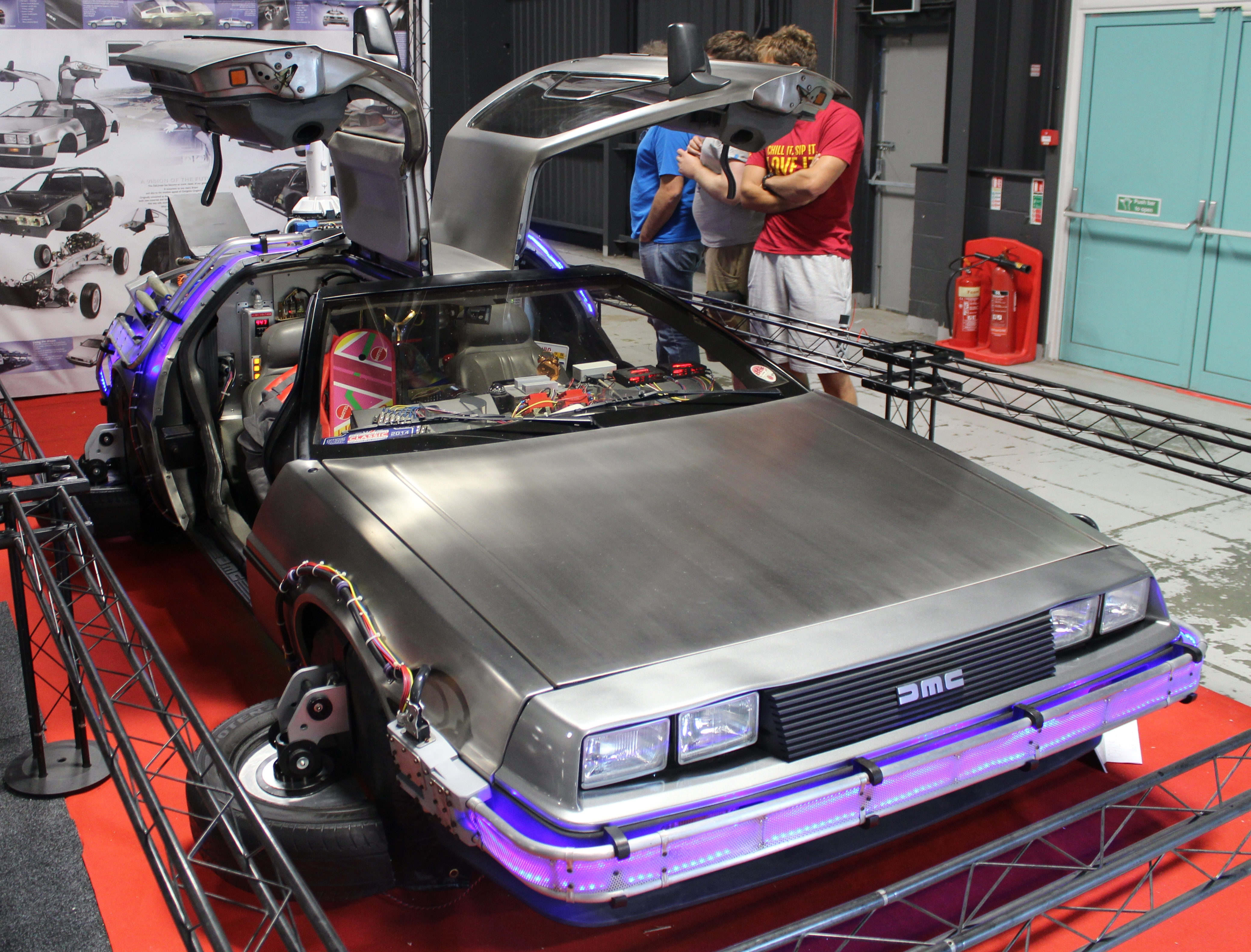
Réplique de la DMC-12 de Retour vers le futur.

Lors du tournage de la trilogie de films Retour vers le futur, sept unités de la DeLorean ont été utilisées (dont une en fibre de verre), et actuellement il n'en reste que trois. La première est aujourd'hui exposée au musée Petersen de Los Angeles, la deuxième a été découpée pour faciliter les prises de vue en gros plan des films et la troisième a été détruite par un train lors du tournage du dernier volet de la saga.[réf. souhaitée]